# Kościół Chrystusa Króla w Głuszycy
Kościół Chrystusa Króla – rzymskokatolicki kościół parafialny należący do dekanatu Głuszyca diecezji świdnickiej.
Jest to budowla wzniesiona w 1929 roku. Jej formy nawiązują swobodnie do architektury neogotyckiej. Kościół posiada kruchtę
i zakrystię. W narożniku jest umieszczona niezbyt okazała wieża na planie kwadratu. Do wyposażenia wnętrza należy m.in. barokowy krucyfiks z końca XVIII wieku.
Projektantem świątyni był wałbrzyski architekt, Karl Fromm.
Po II wojnie światowej Kościół należał do parafii w Głuszycy Górnej. W latach 1968–1969 w świątyni został umieszczony nowy ołtarz główny i zostało zainstalowane nowe oświetlenie elektryczne. Została zakupiona chrzcielnica wykonana z blachy miedzianej i zostały erygowane stacje drogi krzyżowej. Zostały ufundowane ornaty, kapy i monstrancje. Został umieszczony duży obraz Najświętszej Maryi Panny Częstochowskiej, obraz Najświętszego Serca Jezusowego i ołtarz boczny. W dniu 1 września 1968 roku przy świątyni został utworzony samodzielny wikariat, a w dniu 11 kwietnia 1972 roku arcybiskup wrocławski Bolesław Kominek erygował parafię pod wezwaniem Chrystusa Króla.